# Orlando Pescetti
Orlando Pescetti (Marradi, 1556 circa – Verona, 1624 circa) è stato un pedagogista e letterato italiano.

## Biografia
Nato a Marradi intorno al 1556, all’inizio del XVII secolo fondò  a Verona una scuola a spese del comune, il cui programma, non nuovo quanto a idee, si opponeva a quello delle scuole confessionali. Letterato militante, partecipò alle maggiori polemiche del suo tempo: a quella sulla superiorità reciproca dell’Ariosto e del Tasso (Del primo Infarinato, cioè della Risposta dello Infarinato all’Apologia di Torquato Tasso, Difesa di Orlando Pescetti, Verona 1590); all’altra sulla legittimità della tragicommedia, in cui difese Battista Guarini contro Paolo Beni (Difesa del Pastor fido, ecc., Verona 1601); infine a quella provocata dall’Anticrusca dello stesso Beni (Risposta all’Anticrusca di Paolo Beni, Verona 1613). Orlando Pescetti scrisse anche una tragedia, Il Cesare (Verona 1594), dedicata ad Alfonso II d'Este: mediocre artisticamente, essa è tuttavia interessante perché probabile fonte del Julius Caesar di Shakespeare.